# Lanistes neritoides
Lanistes neritoides је пуж из реда Architaenioglossa и фамилије Ampullariidae.

## Угроженост
Ова врста је крајње угрожена и у великој опасности од изумирања.

## Распрострањење
Ареал врсте је ограничен на једну државу, ДР Конго.

## Станиште
Станиште врсте су слатководна подручја.